# Ши Найан
Ши Най-Ан (на китайски: 施耐庵, произнася се Шъ Найан) е китайски писател, автор на романа „Речни заливи“, който е сред историческите четири велики класически китайски романа. Издаван е в България и като Ши Найан.
Тъй като няма точни сведения за живота на писателя, някои изследователи смятат, че името е псевдоним на писателя Луо Гуан-джун, автор на друг от четири те класически китайски романа – „Повест за трицарствието“. Според историята Ши Най-ан е учител на Луо Гуанджун.

## Биография и творчество
Роден през 1296 г. в Усян, Юен, в бедно семейство. Първоначално се самообучава, а от 13-годишен ходи на частно училище в Ху Шу. По-късно става учител.
Най-известен е романът му „Речни заливи“. Сюжетът на романа се развива по време на селското въстание при Сунската династия (960 – 1279), в границите на днешните провинции Шандун, Хънан и Хубей. Романът разказва как малък въстанически лагер от 108 души от Ляншанбо и неговите храбри герои се превръщат в страшна сила против властта. Сун Дзян, сред описаните главни вождове на въстаниците, е реална историческа личност. Части от романа, описващи подвизите на Сун Дзян, Лу Да, У Сун, и други герои, са включени в китайските училищни христоматии.
Ши Най-Ан умира през 1372 г. в Хюиян, Мин.

## Произведения

### Издадени в България
- Речни заливи, изд. „Народна култура“, София (1956) – 2 тома, прев. Константин Константинов, Ф. Неманов, Димитър Загоров
- Крайречно царство, изд. „Изток Запад“, София (2016) – 2 тома, прев. Константин Константинов, Н. Толчев, Ф. Неманов

### Екранизации
- The Water Margin (1973) – ТВ сериал
- Outlaws of the Marsh – ТВ сериал
- The Water Margin (1998) – ТВ сериал
- All Men Are Brothers – ТВ сериал